# 加藤幸治 (民俗学者)
加藤 幸治（かとう こうじ　1973年 - ）は、日本の民俗学研究者、博物館学芸員、武蔵野美術大学教授。民俗学、民具研究を専門とする。日本民俗学会、日本民具学会、京都民俗学会、和歌山地方史研究会、東北民俗の会所属。

## 経歴
静岡県生まれ。京都外国語大学を卒業し、帝塚山大学大学院人文科学研究科日本伝統文化専攻に学んだ。その後、和歌山県立紀伊風土記の丘に民俗学担当の学芸員として10年間勤めた。在職中に、総合研究大学院大学文化科学研究科比較文化学専攻（国立民族学博物館に設置）に学んだ。
2003年、第十七回日本民具学会研究奨励賞、第二一回小谷賞を受賞。
2011年、第十六回総合研究大学院大学研究賞を受賞。
2009年、東北学院大学文学部歴史学科専任講師となり、2011年に准教授に昇任した。2019年から武蔵野美術大学教授。
2010年には、「農業技術改善の民俗誌 : 紀ノ川下流域村落の一七～二〇世紀前半における動向の分析」により、総合研究大学院大学から博士（文学）を取得した。
2011年の6月末からは宮城県石巻市、特に鮎川地区をフィールドに東日本大震災の被災文化財を活用した地域のくらしのイメージを再構築する民俗誌の意義について取り組んでいる。

## 主な著書

### 単著
- モノと環境の民俗誌、大阪府島本町教育委員会、1999年
- 郷土玩具の新解釈　無意識の“郷愁”はなぜ生まれたか、社会評論社、2011年
- 紀伊半島の民俗誌　技術と道具の物質文化論、社会評論社、2012年
- 復興キュレーション　語りのオーナーシップで作り伝える“くじらまち”、社会評論社、2017年
- 文化遺産シェア時代　価値を深掘る“ずらし”の視角、社会評論社、2018年
- 渋沢敬三とアチック・ミューゼアム　知の共鳴が創り上げた人文学の理想郷、勉誠出版、2020年

### 共著
- 国立歴史民俗博物館編　被災地の博物館に聞く、吉川弘文館、2012年
- 岩井宏實編　技と形と心の伝承文化、慶友社、2002年